# Náměstí Svobody (Jihlava)

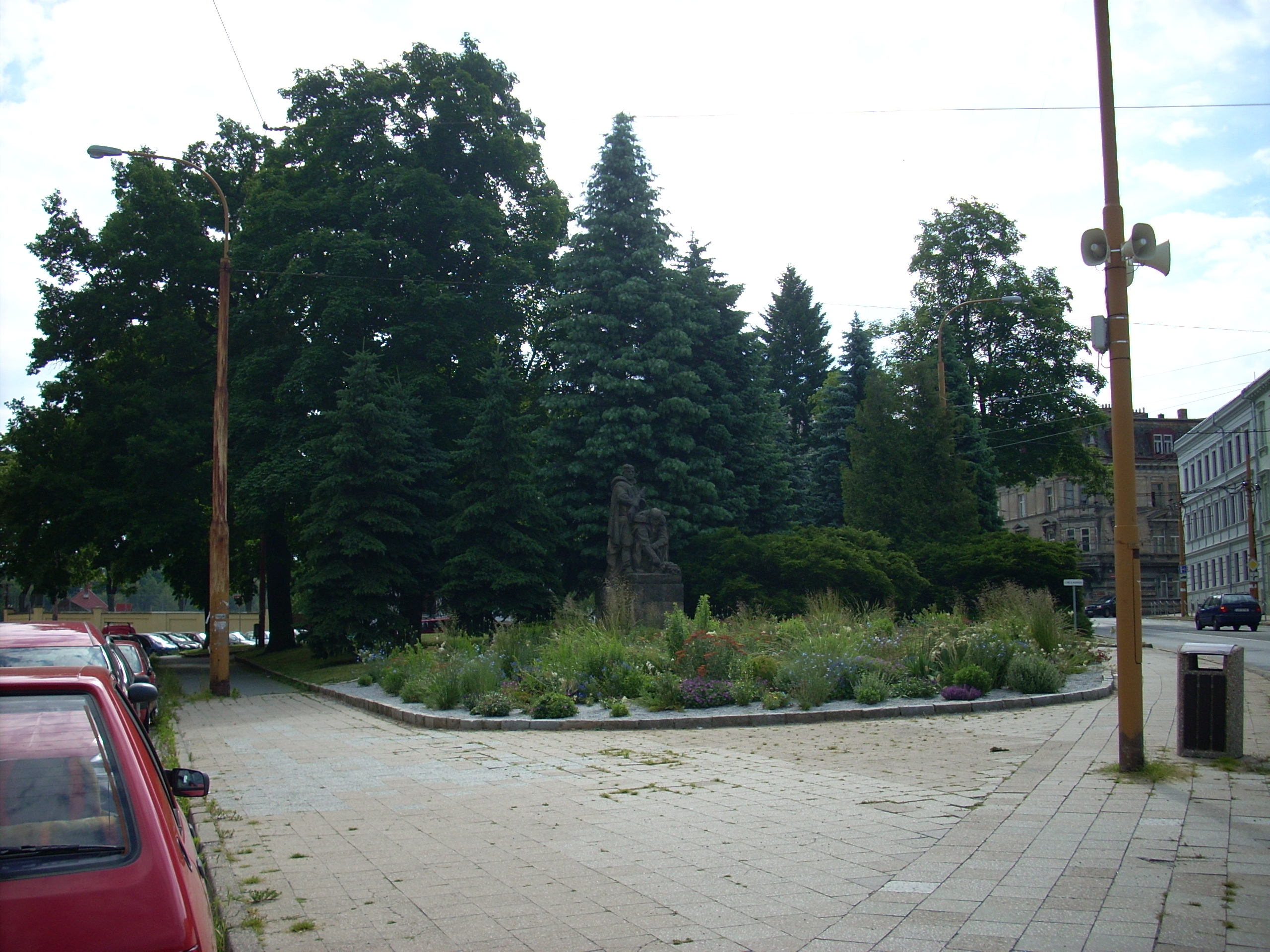
Část náměstí se sochou Rudoarmějce

Náměstí Svobody je jedním z náměstí v Jihlavě, v jeho středu se nachází malý parčík se sochou Rudoarmějce. Vymezen je ulicemi Křížová, Úlehlova, Srázná, Na Stoupách, Havlíčkova, Tolstého a Komenského. Rozprostírá se na bývalém Křížovém předměstí, které později splynulo se Špitálským předměstím.
V budově Náměstí Svobody 1369/3 sídlí Křesťanská základní škola Jihlava a v budově Náměstí Svobody 127/1 má své odloučené pracoviště Obchodní akademie, Vyšší odborná škola zdravotnická a Střední zdravotnická škola, Střední odborná škola služeb a Jazyková škola s právem státní jazykové zkoušky Jihlava
V srpnu 2015, po ukončení rekonstrukce Srázné ulice, proběhla i rekonstrukce náměstí Svobody.

## Vývoj pojmenování
- Kempenovo náměstí (1859 – 1881)
- Josefovo náměstí/náměstí císaře Josefa (1881 – 1918)
- náměstí Svobody (1918 – 1940)
- Bismarkovo náměstí (1940 – 1945)
- náměstí Rudé armády (1945 – 1990[4])
- náměstí Svobody (od r. 1990)

## Historický vývoj
Jelikož nebyla předměstí chráněna hradbami, docházelo během vojenského obléhání města k jejich drancování. Jak dokládá plán města z roku 1647, v případě Jihlavy na tom bývalo nejhůře Křížové předměstí. Proto pokud zde stávaly nějaké domy, bývaly často rozbořeny. Teprve na konci 17. století docházelo na tomto předměstí k nové výstavbě. Tomu muselo předcházet odstranění pobořeného předbraní. Proto na plánu města z roku 1785 můžeme v místech dnešního náměstí vidět rámové pole, z východní strany lemovaného cestou do Polné (dnešní Srázná ulice) a ze západní strany Haberskou stezkou (dnešní Havlíčkova ulice). Před rokem 1794 přibyla spojnice Havlíčkovy ulice a Křížové brány, od toho roku lemovanou kaštanovou Císařskou alejí, vysazenou na počest návštěvy císaře Josefa II.
První tři vystavená stavení na tomto místě nesla v adresáři města z roku 1800 označení Obere Spital Vorstadt (Na horním Špitálském předměstí). Od roku 1864 pak nesla čísla popisná 6, 7 a 8 a stávala při západním okraji tehdy Kempenova náměstí, které svůj název neslo od roku 1859. Na mapě stabilního katastru z roku 1835 je zachycena další zástavba náměstí – dvojice zahradních domků při severním okraji a nárožní dům s dnešní ulicí Komenského. Plně zastavěná byla pouze západní strana.
Situační plánek předměstí z roku 1876 od stavitele Franze Langa zachycuje parkově upravený a domy obestavěný prostor, kterému dominovaly budovy Ober Real-Schule (Vyšší reálka) a Volks Schulle (obecná škola). Na plánech města z let 1884 a 1913 je zachycena postupují zástavba na severní straně náměstí, včetně výstavby Besedy.
Pokud jde o parkovou část náměstí, tak tady proběhly úpravy v letech 1881 a 1929, tehdy především v souvislosti v instalací pomníku Jana Husa, umístěnou sem o rok dříve. Dalších úprav se dočkal po jejím odstranění v roce 1941. Drobné úpravy proběhly také v souvislosti s instalací pomníku vojákům Rudé armády.

### Z historie domů

#### Náměstí Svobody 1
V letech 1860 – 1862 zde byla podle plánů architekta Konrada Rechtbergera postavena dvoupatrová klasicistní budova nižší reálky. V roce 1865 sloužila jako lazaret pro pruské vojáky. Pro velký zájem došlo k povýšení školy na vyšší reálku a v letech 1870 – 1871 přistavěna dvojice bočních křídel. Zároveň došlo k pseudobarokním úpravám průčelí podle plánů zdejšího profesora Antonína (Antona) Anděla. K dalším úpravám došlo v roce 1880 a především pak v letech 1930 – 1939.
V adresáři z roku 1886 je uvedena jako Realschule a k roku 1926 jako Německé státní referenční reální gymnázium. Po roce 1945 budova přešla pod Obchodní akademii a po vytvoření speciální cikánské třídy v roce 1948 zde výuka započala dne 3. února 1949. Další úpravy pocházejí z let 1952 (kdy zde fungovala Vyšší hospodářská škola), 1962 – 1965 (uváděna Střední průmyslová škola stavební). V roce 1967 byla budova v majetku Střední ekonomické školy a prošla generální rekonstrukcí.

#### Náměstí Svobody 3
Budova byla postavena v roce 1873 a fungovala jako obecná dívčí škola 1. obvodu, nicméně v adresáři z roku 1886 je uvedena pouze jako Stadtgemeinde (= majetek městské obce). Od roku 1892 je pak uváděna jako Volksschule (obecná škola). V letech 1914 – 1915 sloužila jako ubytovna vojska, poté se sem vrátila škola. Za okupace zde krátce fungoval německý učitelský ústav, který po řadě dalších stěhovaní skončil v dubnu 1945 v chatové osadě na Čeřínku. V letech 1945 – 1956 fungoval v budově Žákovský domov při pedagogické škole. V roce 1964 prošla budova generální rekonstrukcí a dnes zde sídlí Křesťanská základní škola Jihlava.

#### Náměstí Svobody 4
Dům čp. 4 byl patrně vystavěn roku 1872, jak dokládá dochovaný stavební plán od Floriana Schweinberka. V letech 1886 – 1926 jej vlastnili manželé Karmasinovi, po nichž jej zdědila jejich dcera. V roce 1880 přibyla ve dvoře prádelna, postavená podle plánů architekta Franze Langa. Od roku 1892 zde bydlel a měl svoji ordinaci pozdější primář jihlavské nemocnice MUDr. Anton Nietsch. V roce 1925 tu nějaký čas bydleli herečky Jana Schlenzová a Grete Condéová.
Byty v domě také obývala řada židovských obyvatel. Do roku 1932 zde bydlela krejčová Clementine Wienerová s dcerou Annou. V tom roce se obě přestěhovaly do Vídně, kde jejich stopy končí. Další osud není znám ani v případě Dr. Pavla Viktora Reicha, který zde žil v roce 1933. Jelikož není uveden v Terezínské pamětní knize, je možné, že válku přežil. Dalšími podnájemníky byly Desider a Lilly Löwyovi. Ti se v roce 1934 odstěhovali do Prahy a v roce 1942 odjeli transportem do Terezína a dále do blíže neznámého koncentračního tábora. V roce 1926 zde žil továrník Franz Jolesch, který před nacisty odjel na Slovensko. Zde však byl v březnu 1944 zatčen a odvezen do Buchenwaldu. Koncentrační tábor přežil a vrátil se do Luk nad Jihlavou, ale nakonec odjel do Chile. Stejné štěstí neměli další nájemci – manželé Gustav a Hedvika Ledererovi se syny Jiřím a Erichem. Gustav, Hedvika a Erich byli vystěhováni do Prahy a následně přes Terezín do Malého Trostince, kde rodiče zahynuli, a Erich do Majdaneku. Druhý syn Jiří zemřel v blíže neznámém koncentračním táboře v Polsku. Podobný osud měli i další nájemci – Robert Kohnstein (Osvětim), MUDr. Alfréd Čapek s manželkou (oba Osvětim), MUDr. Josef Weisssenstein (Terezín, Osvětim, Mauthausen) a jeho žena Anna (Terezín), manželé Bernsteinovi (Terezín, Osvětim) a rodina Löwovi (Zamošč).

#### Náměstí Svobody 6
Dům čp. 6 patří k nejstarším na náměstí, zachycen je již na plánu z roku 1825 a na plánu stabilního katastru z roku 1835. Za domem následovala zahrada až k cestě (dnešní Bezručova ulice) od bývalého hřbitova (dnešní Smetanovy sady). Dům byl ovšem vystavěn už mnohem dřív, neboť je zmiňován k roku 1800 v adresáři města a jako majitel je uveden Joseph Neubauer. V letech 1887 – 1898 prošel dům přestavbou, při které zde vznikla řeznická dílna s prodejnou a ve dvoře sklad, prádelna s dílnou a dřevěná americká lednice. Na přestavbě se podíleli stavitelé Franz Lang, Karel Schrammel a tesařský mistr Mathias Reznik. V roce 1960 prošel dům generální opravou, při které byla v přízemí zřízena samoobsluha s masnými výrobky.
Také v historii tohoto domu můžeme najít židovské nájemníky. V roce 1924 zde krátce bydlel profesor Dr. Arnošt Hirsch, který 4. února 1945 odjel z Prahy transportem do Terezína, kde přežil do konce války. V červnu 1941 zde krátce žila Doris Steinerová, jejíž další osud je neznámý. V letech 1924 – 1931 v domě bydleli sklenářský mistr a obchodník Vítězslav Brumlik s manželkou. V roce 1939 byli z Jihlavy násilně vystěhováni do Poděbrad a odtud se transporty přes Kolín a Terezín dostali do Trawniků, kde oba zahynuli.

## Pomník vojákům Rudé armády
Dnešní soše Rudoarmějce předcházela trojice soch. Od roku 1859 zde stála socha generála Johanna Franze Kempena z Fichtenstammu od Emanuela Maxe, kterou v roce 1881 nahradila socha císaře Josefa II., která byla odlitkem vyrobeným v blanenských železárnách. Na tomto místě vydržela až do roku 1919. V letech 1928 – 1939 na jejím místě stála socha Jana Husa od akademického sochaře Vladimíra Foita.
Myšlenka na vybudování památníku Rudé armády (označované také jako socha Rudoarmějce) měla vyjít spontánně od jihlavských občanů, kteří začali i vybírat peníze na jeho realizaci. Původně se uvažovalo o dvojici památníků a u hřbitova na místě hrobu padlých vojáků a v sadech 9. května (dnešní park Legionářů u městského vlakového nádraží). V červnu 1945 proběhlo vypsání soutěže na pomník, který měl být umístěn na náměstí Rudé armády. Ze zaslaných návrhů komise vybrala pět, z nichž byl vybrán návrh akademického sochaře Antonína Kalvody. V listopadu 1945 bylo všech pět finálových návrhů vystaveno v Dělnickém domě.
Od listopadu 1947 probíhala veřejná sbírka na vybudování pomníku. V roce 1950 probíhala v pískovcovém lomu v Podhorním Újezdě u Hořic postupná realizace sochy. Po provedení úprav náměstí mohlo dne 6. května 1951 dojít za účasti představitelů kraje, okresu, ÚV SČSP a armády k odhalení pomníku.
V roce 2020 nechal majitel památníku, město Jihlava, místo z rekonstruovat. Tu provedl restaurátor Tomáš Drdla a město vyšla na 137 100 Kč.

## Městská doprava
Jelikož se náměstí nachází v blízkosti hlavního Masarykova náměstí, vede tudy velká řada linek městské hromadné dopravy. Nejbližší zastávky jsou Chlumova (pro linky A, E, 3, 4, 5 a 12) a Dům kultury (pro linky B, C, D, F a 8). Přímo na náměstí se u křesťanské základní školy se nachází zastávka Náměstí Svobody, kde každý všední školní den mezi sedmou a osmou hodinou ranní zastavují dva spoje linek A a E.